# Jaatilanjärvi
Jaatilanjärvi är en sjö i Finland. Den ligger i kommunen Jämsä i landskapet Mellersta Finland, i den södra delen av landet, 190 km norr om huvudstaden Helsingfors. Jaatilanjärvi ligger 109 meter över havet. Arean är 15,5 hektar och strandlinjen är 1,91 kilometer lång. Sjön  ingår i Kymmene älvs huvudavrinningsområde.   I omgivningarna runt Jaatilanjärvi växer i huvudsak blandskog.